# Бер, Георг

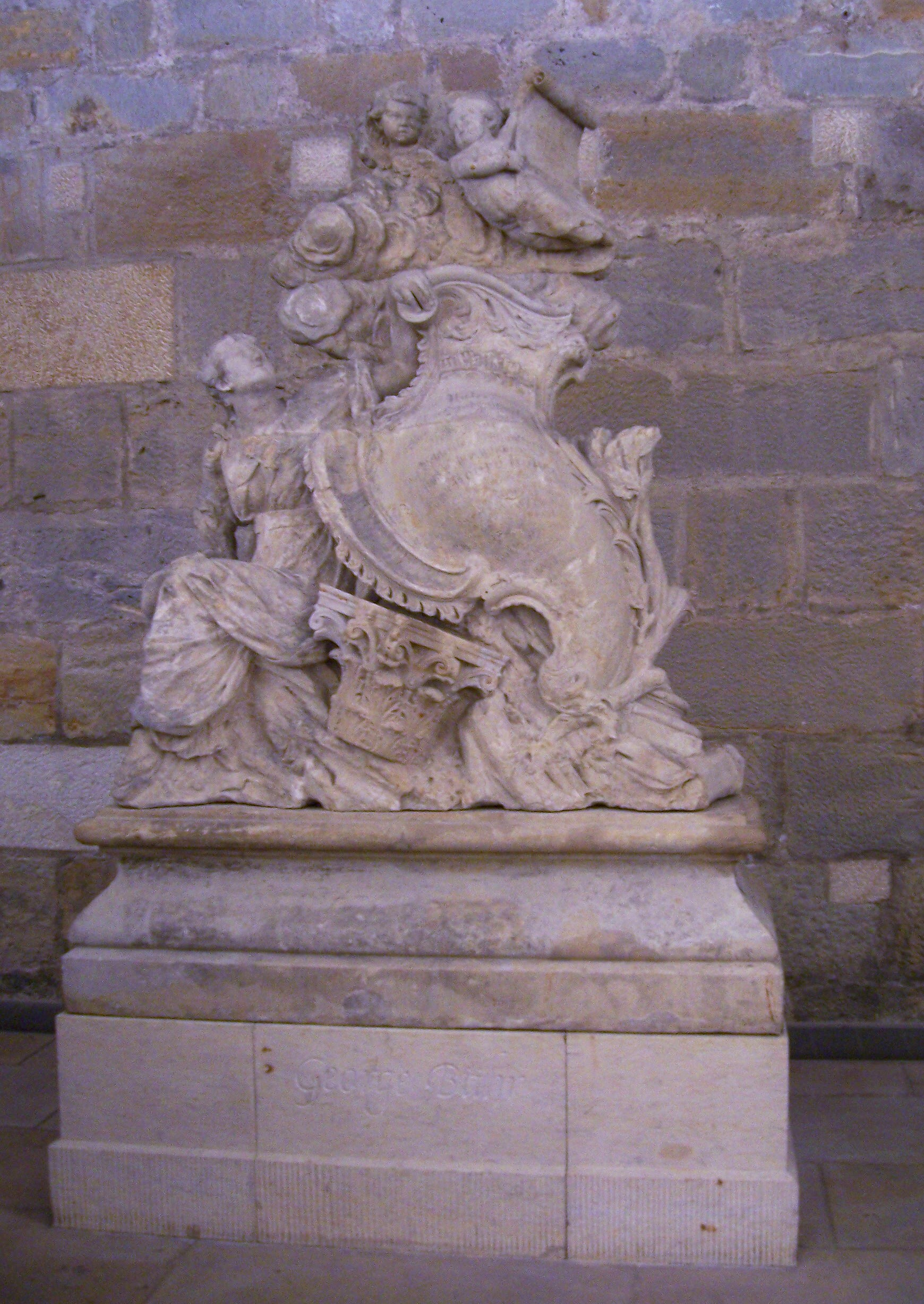
Саркофаг Георга Бера в дрезденской Фрауэнкирхе

Георг Бер (нем. George Bähr; 15 марта 1666, Фюрстенвальде, Саксония, Священная Римская империя — 16 марта 1738, Дрезден, Саксония, Священная Римская империя) — немецкий архитектор эпохи барокко.
Родился в саксонском городе Фюрстенвальде (ныне район Альтенберга) в бедной семье ткача. С помощью сельского священника, который оплатил его начальное образование, он смог стать учеником плотника. В 1690 году уехал в Дрезден работать плотником, в свободное время изучая механику и делая эскизы замков, дворцов и органов.
В 1705 году стал главой гильдии плотников Дрездена, хотя даже не имел полноценных документов на право работать плотником. Одной из своих главных задач он считал модернизацию городских церквей, поскольку, по мнению Бера, они в нынешнем виде не отвечали требованиям протестантской религии. Первой церковью, построенной по его проекту, стала приходская церковь в Лошивице, имеющая в плане форму вытянутого восьмиугольника и построенная в 1708 году. Между 1710 и 1726 годами по его проектам было построено множество церквей и общественных зданий в различных городах Саксонии. Самым известным его проектом является церковь Фрауэнкирхе, работа над которой была закончена уже после его смерти. В 1730 году Бер стал первым человеком в Германии, удостоенным титула «архитектор».
Умер от инсульта. Слухи о его самоубийстве были вскоре после смерти опровергнуты.